# Aleš Řebíček
Aleš Řebíček (14. dubna 1967, Kladno) je český podnikatel a politik, člen ODS, bývalý poslanec Poslanecké sněmovny, v letech 2006–2009 ministr dopravy České republiky, bývalý prezident a majitel fotbalového klubu SK Slavia Praha.

## Biografie

### Profesní a osobní život
V období let 1981–1985 vystudoval gymnázium Petra Bezruče ve Frýdku-Místku a v letech 1985–1989 Vysokou školu dopravní v Žilině (fakultu Provoz a ekonomika dopravy a spojů).
V letech 1989–1990 pracoval jako projektant pro podnik Báňské projekty Teplice. V letech 1990–1992 byl odborným technikem, stavbyvedoucím a hlavním stavbyvedoucím v Traťové strojní stanici Ústí nad Labem ČSD. V srpnu 1992 založil Ing. Řebíček s dalšími sedmi společníky dopravní firmu Viamont, o několik let později měl v této společnosti třetinový podíl. Do roku 2005 ve firmě působil na manažerských postech a ve statutárních orgánech, následně od dubna 2005 do června 2006 jako poradce firmy. Před nástupem do funkce ministra dopravy svůj podíl ve Viamontu prodal.
Je ženatý. Má tři děti.

### Místním politikem a poslancem
V komunálních volbách roku 2002 a komunálních volbách roku 2006 byl zvolen do zastupitelstva města Teplice za ODS. Profesně se uvádí jako dopravní inženýr. Působil také jako poradce expremiéra a bývalého předsedy ODS Mirka Topolánka.[zdroj?]
Ve volbách v roce 2006 byl zvolen do poslanecké sněmovny za ODS (volební obvod Ústecký kraj). Ve sněmovně setrval do voleb v roce 2010.

### Ministrem dopravy
Od 4. září 2006 do 23. ledna 2009 byl ministrem dopravy v první vládě Mirka Topolánka a druhé vládě Mirka Topolánka. Během jeho funkce byl zaveden systém elektronického mýtného na dálnicích, který vybudovala a provozuje rakouská firma Kapsch.
V době působení ve funkci ministra dopravy měl Aleš Řebíček tyto náměstky:
- Rudolf Vyčichla - 1. náměstek ministra Sekce správní (do jeho rezignace a odvolání roku 2007)
- Jiří Hodač – 1. náměstek, Sekce dopravní agendy, infrastruktury a ekonomiky (od roku 2007 asi polovina ministerstva)
- Vojtěch Kocourek – Sekce drážní a veřejné dopravy
- Petr Šlegr – Sekce vodní dopravy a družicové navigace
- Emanuel Šíp – Sekce dopravní politiky a životního prostředí
- Ivo Vykydal – Sekce letecké dopravy
- Daniela Kovalčíková – Sekce legislativy

## Kontroverze

### Firma Viamont a možný konflikt zájmů
Před svým nástupem na ministerstvo dopravy pracoval ve vedení soukromé dopravní firmy Viamont a byl jejím spolumajitelem, poté svůj podíl prodal za 700 milionů korun. V majetkovém přiznání v roce 2009 ovšem uvedl majetek pouze 342 milionů korun, čímž mohl porušit zákon o střetu zájmů. Spekuluje se, že kupcem mohl být Miroslav Plíhal, který je spolumajitelem firmy INGROVE a působí v dozorčí radě společnosti Viamontu. Kvůli prodeji byl Řebíček vyšetřován policií, ta však v březnu 2011 případ odložila.
V červenci 2008 přinesla média zprávu, že Řebíček je s Viamontem nadále propojen a že společnost dostává od jeho úřadu lukrativní zakázky. Podle České televize firma Viamont své akcionáře nezveřejňuje a majitelem může být i ministr nadále, aniž by se to dalo ověřit nebo vyvrátit. V červenci 2008 dodatečně doplnil své oznámení o majetku o 44 milionů korun jakožto splátku za prodej akcií, ale neuvedl o jaké akcie se jedná. Řebíček tvrdí, že kupní smlouva byla uzavřena před 1. lednem 2007. Během Řebíčkova působení na ministerstvu dopravy se navíc Viamontu mnohonásobně zvedl počet státních zakázek a s tím i zisk této společnosti. Podle MF DNES získala firma během posledních dvou let zakázky za 10,4 miliardy Kč. Například Viamont DPS získal kontrakt v Nymburce za 92 milionů korun. Podle deníku Aktuálně.cz navíc firmy, které sponzorovaly ODS, dostaly řadu zakázek od organizací, patřících pod Řebíčkův úřad.

### Žaloba za netransparentní zakázku ve výši přes 400 milionů
Česká pobočka organizace Transparency International ČR v července 2008 zažalovala Řebíčka a jeho úřad u Městského soudu v Praze za neprůhledný průběh veřejné soutěže, která se týkala výběru advokátních kanceláří, jež mají rezort zastupovat v soudních sporech. Jde o čtyři kanceláře (Weil, Gotshal & Manges; Jansta, Kostka & spol.; AK Kříž Bělina; AK Hartman, Jelínek, Fráněk a partneři), které měly poskytovat služby až do téměř půl miliardy korun. Podle MF Dnes se často "účtovaly částky přes tři tisíce korun i za banální práce, které by zvládla sekretářka."
Stejnou soutěž kritizovala také ekologická organizace Děti Země, která žádala o zpřístupnění informace o pracovní náplň vítězných advokátních kanceláří, ale dostala od Řebíčkova úřadu jen seznam účastníků soutěže. Proto se Děti Země odvolaly přímo k ministrovi a také se chystají obrátit na soud.
Spolupráce s vybranými advokátními kancelářemi skončila v roce 2010, od té doby výdaje za právní služby klesly na 7,5 milionů korun.

### Dodatky ve smlouvě se společností Kapsch
Brzo po nástupu na ministerstvo Aleš Řebíček dal najevo svoji nespokojenost se smlouvou na zavedení mýta, kterou s Kapschem uzavřela předchozí vláda, a proto připravil dodatek, který měl být výhodnější pro stát a Kapschi se měly snížit odměny a zvýšit sankce z prodlení, avšak postupně ministerstvo uzavřelo s touto firmou další dodatky, které již byly kontroverznější a ve prospěch Kapsche. Díky dodatku ke smlouvě o mýto také navíc získává firma Kapsch bez jakéhokoli výběrového řízení zakázku za 4 miliardy Kč na vybudování informačních tabulí na dálnicích.[zdroj?]

### Vazby s organizovaným zločinem
Podle policejního spisu Olej policie už v roce 2004 věděla o kontaktech Řebíčka s Tomášem Pitrem. Policie také věděla, že Řebíček měl úzké vztahy s tehdejším vedením ústeckého kraje – hejtmanem Jiřím Šulcem a náměstkem Jaroslavem Foldynou. Ve spisu se uvádí, že "Řebíček je osoba, která skupině Pitr-Mrázek zabezpečovala v ústeckém regionu kontakty na regionální politiky".

### Členství v Řádu svatého Konstantina a Heleny
Aleš Řebíček je členem Řádu sv. Konstantina a Heleny, kde působí např. s Igorem Střelcem – bývalým příslušníkem StB s kontakty na ruské podnikatele i ruskojazyčné kriminální prostředí. Igor Střelec byl kmotrem při pravoslavném křtu Aleše Řebíčka a později i jeho syna.

V roce 2008 Řebíček přijal na ministerstvo dopravy bývalou mluvčí Útvaru pro odhalování organizovaného zločinu Blanku Kosinovou do pozice vedoucí oddělení navigačního systému Galileo. Kosinová odešla z resortu vnitra po tom, co vyšlo najevo, že ji BIS odmítala vydat bezpečnostní prověrku kvůli stykům s údajným ruským agentem.

## Vlastnictví fotbalového klubu Slavia Praha
Řebíček o sobě říká, že je od mládí příznivcem Slavie Praha. V srpnu 2011 se stal jejím majitelem a prezidentem. Dalším členem představenstva se stal jeho bratr Adam Řebíček, který je policií vyšetřován kvůli údajnému braní úplatků a zneužití pravomoci veřejného činitele. Předsedou dozorčí rady se stal bývalý Řebíčkův náměstek z ministerstva dopravy Jiří Hodač. Hospodářské noviny zpochybnily, že by oficiálně přiznané příjmy Aleše Řebíčka postačovaly na nákup klubu a uhrazení dluhů ve výši přes 100 milionů korun; Řebíček se k původu peněz odmítl vyjádřit.
V online rozhovoru s fanoušky Řebíček formuloval hlavní priority Slavie pod jeho vedením:
- stabilizovat finanční situaci klubu
- hrát pravidelně o evropské poháry
- porážet konkurenční Spartu
- vychovávat mladé hráče

Fanouškům též slíbil účast v Lize mistrů UEFA. Po 9. kole sezóny 2011/2012 byla Slavia na 13. místě ligové tabulky (ze 16) s devíti získanými body a skóre 6:13. Průměrná návštěvnost domácích zápasů klesla pod 5000 diváků (např. v sezóně 2008/2009 byla více než dvojnásobná) a se Spartou mužstvo prohrálo po špatném výkonu 0:3. Proto byl Řebíčkem odvolán dosavadní trenér Michal Petrouš, a nahrazen Františkem Strakou, který se v minulosti profiloval jako vášnivý přívrženec Sparty. To vzbudilo lavinu protestů od fanoušků Slavie i Sparty, a odmítavé reakce z řad slavných osobností Slavie. Syn hráčské legendy Josefa Bicana si vymohl, aby byla z fasády slávistického stadionu odstraněna podobizna jeho otce, neboť prý "současné vedení Slavie je na tak nízké lidské úrovni, že ohrožuje jméno Josefa Bicana. Poškozuje renomé jeho i celé naší rodiny. Přeju si proto [...], aby byla fotografie sundána. Trvám na tom. Tím se zabrání ztotožňování spojení mého otce s vedením klubu a bohužel s celou Slavií. [...]Jedině soustavný tlak může dokázat, že tento druh lidí, jako jsou bratři Řebíčkové, Platil a jejich kamarádi, odejde."
Dne 8. března 2012 Straka rezignoval. Sezónu na lavičce Slavie dokončil dosavadní Strakův asistent Martin Poustka, a Slavia skončila v lize na konečném 12. místě. Od sezóny 2012/13 vedl tým trenér Petr Rada, ale 30. dubna 2013 rezignoval a jeho místo zaujal znovu Petrouš.
Od roku 2013 se v médiích objevovaly informace, že Řebíčka financování klubu finančně vyčerpává a shání pro Slavii kupce. Podle hráčského agenta Jiřího Stejskala Řebíček vložil do klubu postupně půl miliardy korun, a další prostředky již neměl. V červnu 2015 byl na klub podán návrh na insolvenční řízení pro neschopnost splácet závazky. Slavia údajně dlužila i některým bývalým hráčům.
Cíle, vytyčené Řebíčkem při koupi klubu, se nepodařilo naplnit – v lize skončila Slavia na 12., 7., 13. a 11. místě, v Poháru FAČR došla v sezóně 2013/14 do čtvrtfinále, jinak vždy vypadla ve třetím kole s týmem z niších soutěží, do evropských pohárů se jí tedy proniknout nepodařilo. Z osmi zápasů se Spartou se jí podařilo vyhrát jediný, a místo finanční stabilizace spadl klub do insolvence. Za čtyřleté působení Řebíčka v čele Slavie došlo ke osmi trenérským výměnám.
Dne 4. září 2015 Řebíček prodal svůj většinový podíl v klubu čínské energetické a finanční skupině CEFC.

## Citáty
| „ | Jsem, jaký jsem, nejsem žádný Mirek Dušín, to ostatně málokdo, ale před Boha jsem připraven předstoupit. | “ |
| — | |   |